# 神原村 (長野県)
神原村（かみはらむら）は、長野県下伊那郡にあった村。現在の天龍村大字神原にあたる。

## 地理
- 山：八嶽山、天ヶ森
- 河川：天竜川

## 歴史
- 1875年（明治8年）1月12日 - 筑摩県伊那郡長沼松島村・福島村・坂部村・向方村が合併して神原村となる。
- 1876年（明治9年）8月21日 - 長野県の所属となる。
- 1879年（明治12年）1月4日 - 郡区町村編制法の施行により下伊那郡の所属となる。
- 1883年（明治16年）11月10日 - 一部が分立して長島村となる（同村は後に平岡村の一部となる）。
- 1889年（明治22年）4月1日 - 町村制の施行により、神原村が単独で自治体を形成。
- 1956年（昭和31年）9月30日 - 平岡村と合併して天龍村が発足。同日神原村廃止。

## おじろく・おばさ
旧天龍村地域のみに「おじろく、おばさ制度」と呼ばれる特殊な差別制度があった。16〜17世紀頃には存在したという。
明治5年には190人、昭和40年代でも3人いたという記録がある。
彼らの性格が分裂病(現代の統合失調症に相当)に似た症状であるとして面接を行った精神科医の近藤廉治は、「青春期の疎外が作った人格であり、分裂症とは言えない」と結論づけている。